# ویولا مایرز
ویولا مایرز (انگلیسی: Viola Myers؛ 1927 – ۱۵ نوامبر ۱۹۹۳ (۶۶ سال)) ورزشکار دو و میدانی اهل کانادا بود.
وی در مسابقات کشوری و بین‌المللی در مجموع برندهٔ ۱ مدال برنز شده‌است.